# NGC 7029
NGC 7029 is een elliptisch sterrenstelsel in het sterrenbeeld Indiaan. Het hemelobject werd op 2 oktober 1834 ontdekt door de Britse astronoom John Herschel.

## Synoniemen
- ESO 235-72
- AM 2112-483
- PGC 66318